# لینکون‌پارک (میشیگان)
لینکون‌پارک، میشیگان (به انگلیسی: Lincoln Park, Michigan) یک شهر در ایالات متحده آمریکا با جمعیت ۳۸٬۱۴۴ نفر است که در میشیگان واقع شده‌است.